# Tribalism
Tribalism is het tweede compilatiealbum van de Engelse band Enter Shikari. Het album bevat alle B-kanten van het album Common Dreads, plus 3 livetracks en twee compleet nieuwe nummers. Alle nummers zijn tussen 2007 en 2009 opgenomen. Het album zou op 22 februari 2010 door het eigen label van de band, Ambush Reality, uitgebracht worden.

## Tracklist
Alle muziek en teksten zijn geschreven door Enter Shikari. 
| 1.               | Tribalism                                                  | 5:05 |
| 2.               | Thumper                                                    | 3:45 |
| 3.               | All Eyes On The Saint                                      | 5:53 |
| 4.               | We Can Breathe In Space, They Just Don't Want Us To Escape | 5:54 |
| 5.               | Insomnia (Live @ Brixton Academy) (Faithless cover)        | 4:33 |
| 6.               | Juggernauts (Nero Remix)                                   | 5:03 |
| 7.               | No Sleep Tonight (The Qemists Remix)                       | 4:14 |
| 8.               | Wall (High Contrast Remix)                                 | 4:34 |
| 9.               | No Sleep Tonight (Mistabishi Remix)                        | 4:19 |
| 10.              | Juggernauts (Blue Bear's True Tiger Remix)                 | 3:35 |
| 11.              | No Sleep Tonight (Rout Remix)                              | 6:00 |
| 12.              | No Sleep Tonight (LightsGoBlue Remix)                      | 4:38 |
| 13.              | Havoc A (Live '09)                                         | 1:48 |
| 14.              | Labyrinth (Live '09)                                       | 3:25 |
| 15.              | Hectic (Live '09)                                          | 4:01 |
| Totale duur: TBA |                                                            |      |

- All Eyes On The Saint en de twee Juggernauts-remixen zijn B-kanten van de Juggernauts-single.
- Insomnia (Live @ Brixton Academy) is de B-kant van de single We Can Breath in Space, They Just Don't Want Us To Escape, die ook op het album staat.
- De vier No Sleep Tonight-remixen zijn B-kanten van de single No Sleep Tonight.